# Balthasar Fannemann
Balthasar Fannemann (auch Wanemann) (* um 1500 in Kamen; † 8. Oktober 1561 in Köln) war ein deutscher Theologe, Hochschullehrer sowie Weihbischof in verschiedenen Bistümern.

## Leben
Balthasar Fannemann ging in das Dominikanerkloster Dortmund und begann 1520 ein Studium in Paris. Nach einem kurzzeitigen Aufenthalt im Dominikanerkloster Reval studierte er in Köln Theologie, wo er am 27. Februar 1539 den Grad eines Lic. theol. erwarb. Fannemann kehrte nach Dortmund zurück und wurde hier Prior des Klosters. Der Hildesheimer Bischof Valentin von Tetleben bat um dessen Einsetzung als Weihbischof in Hildesheim. Papst Paul III. ernannte ihn am 26. August 1540 zum Titularbischof von Misina und zugleich Weihbischof in Hildesheim und in Münster. In diesem Amt blieb er bis 1549. Fannemann wirkte in Hildesheim als Domprediger und wandte sich vehement gegen reformatorische Lehren. Er nahm am Konzil von Trient teil. Herzog Wilhelm von Bayern berief ihn als Professor an die Universität Ingolstadt. Hier waren die Arbeitsbedingungen wegen des mangelnden Interesses der wenigen Studenten schwierig. Der Papst verpflichtete ihn zum Bleiben. So nahm er das Amt des Prokanzlers ein. Im März 1551 wurde er in Mainz zum vorläufigen Generalvikar ernannt. Am 29. August 1551 traf er zusammen mit den Erzbischöfen Sebastian von Heusenstamm (Mainz) und Johann von Isenburg (Trier) in Trient ein, wo er am 23. September des Jahres vor den Teilnehmern des Konzils eine viel beachtete Rede hielt. Dabei brachte er seine kompromisslose Haltung gegenüber den Reformatoren zum Ausdruck. Im September 1551 wurde er zum Weihbischof in Mainz ernannt.
Nach dem Willen des Mainzer Erzbischofs Daniel Brendel von Homburg sollte Fannemann ein drittes Mal zum Trienter Konzil entsandt werden, jedoch erkrankte er auf einer Reise in Köln. Hier wurde er im Dominikanerkloster beerdigt.

## Weihehandlungen
- 1549  Georg Marschalk von Pappenheim, Fürstbischof zu Regensburg
- Rudolf von Frankenstein, Fürstbischof zu Speyer[1]